# Antonio Morales Lázaro
Antonio Morales Lázaro, né le 26 novembre 1941, est un homme politique espagnol membre du Parti socialiste ouvrier espagnol (PSOE).

## Biographie

### Vie privée
Il est marié et père de trois filles et deux fils. Un de ses deux fils, Antonio Morales Herrera est connu comme danseur "ballet".

### Carrière politique
Le 20 décembre 2015, il est élu sénateur pour Malaga au Sénat et réélu en 2016.